# Alfresco (software)
Alfresco je open source Enterprise Content Management systém určený pro Microsoft Windows a Unix-like operační systémy. Alfresco obsahuje vlastní úložiště obsahu, out-of-the-box web portál framework pro ovládání manipulace se standardními typy portálového obsahu, vlastní fileserver (jLAN) s podporou CIFS, FTP, WebDAV a SharePoint protokol (od verze 3.4), které poskytují souborovou kompatibilitu s Microsoft Windows + Microsoft Office a Unix-like operačními systémy. Dále Alfresco podporuje Web Content Management System umožňující virtualizaci webových aplikací a statického obsahu přes Apache, aplikační server Apache Tomcat, Lucene nebo SOLR indexaci a jBPM (standardně do v. 3.4.e) nebo Activiti (od verze 4) workflow. Alfresco je vyvíjeno na technologické platformě Java za využití frameworku Spring.